# نام همسرم موریس است
نام همسرم موریس است (فرانسوی: Ma femme s'appelle Maurice) یک فیلم کمدی-درام فرانسوی محصول سال ۲۰۰۲ به کارگردانی ژان-ماری پواره با بازی آلیس ایوانز، رژیس لاسپالس، فیلیپ شوالیه و گوتز اوتو است.